# Números de Love
Los números de Love h, k, y l son parámetros adimensionles que expresan la rigidez de un cuerpo planetario y la susceptibilidad de su forma para modificarse en respuesta a una fuerza de marea.

## Historia
En 1911 (algunos autores señalan 1906) Augustus Edward Hough Love introdujo los valores h y k que caracterizan la respuesta elástica global de la Tierra a las mareas. Poco después, en 1912, el japonés T. Shida añadió un tercer número de Love, l, necesario para obtener una descripción global completa de la respuesta de la Tierra sólida a las mareas.

## Definiciones
Los tres números de Love se definen como:
- El número de Love h está definido como la proporción para un cuerpo dado entre la altura de la marea y la altura de la marea en equilibrio estático; es también definido como el desplazamiento vertical (radial) o variación de las propiedades elásticas del planeta.[2] En términos del potencial de marea generado V(θ, φ)/g, el desplazamiento es h V(θ, φ)/g donde θ es la latitud, φ es la longitud este y g es la aceleración de la gravedad.[3] Para una hipotética Tierra sólida  h = 0 . Para una Tierra líquida,  podría esperarse que h = 1. Sin embargo, la deformación de la esfera provoca el cambio del campo potencial, incrementándose aún más la deformación de la esfera. El máximo teórico es h = 2.5. Para la Tierra real, h se sitúa entre estos valores.

- El número de Love k está definido como la dilatación cúbica o la proporción del potencial adicional (fuerza autoreactiva) producida por la alteración del potencial de deformación. Puede ser representado como k V(θ, φ)/g, donde k = 0 para un cuerpo rígido.[3]

- El número de Love l  representa la proporción del desplazamiento horizontal (transversal)  de un elemento de masa de la costra del planeta con respecto a la marea estática del océano correspondiente.[2] En notación potencial, el desplazamiento transversal es l del(V(θ, φ))/g, donde del es el operador de gradiente horizontal. Al igual que h y k, l = 0 para un cuerpo rígido.[3]

Según Cartwright, "Un esferoide sólido elástico cederá a un potencial de marea externo U2 de grado armónico esférico 2 por una marea de superficie h2U2/g y la atracción propia de esta marea aumentará el potencial externo por k2U2." Las magnitudes de los números de Love dependen de la rigidez y de la distribución de masa del esferoide. Números de Love hn, kn, y ln también puede ser calculados para órdenes más altos de armónicos esféricos.
Para la Tierra considerada como elástica, los números del Love se sitúan en el rango:
0.616 ≤ h2 ≤ 0.624
 0.304 ≤ k2 ≤ 0.312
 0.084 ≤ l2 ≤ 0.088
Para las mareas de la Tierra se pueden calcular el factor de inclinación = 1 + k - h y el factor gravimétrico = 1 + h - (3/2)k, donde se asume el sufijo 2.